# Asahi-Illusion

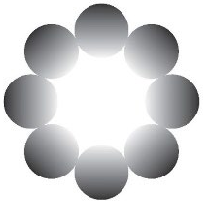
Figur 1

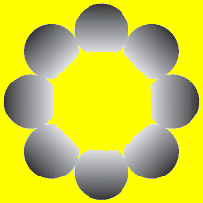
Figur 2

Figur 3

Figur 4

Die Asahi-Illusion (japanisch: asahi = Morgensonne) ist eine visuelle Wahrnehmungstäuschung und gehört damit zur Gruppe der optischen Täuschungen. Sie basiert auf einer blumenartigen Figur mit kreisförmig angeordneten Blütenblättern, die außen sehr dunkel sind und zur Mitte hin in fließenden Übergängen immer heller werden.

## Beschreibung
Die fließende Farbgebung der Asahi-Figur bewirkt, dass der innere Teil ihres Hintergrundes deutlich heller wahrgenommen wird als der äußere Hintergrund, wodurch sich die Pupillen beim Betrachten des zentralen Hintergrunds verengen.
Um einen optimalen Effekt zu erzielen, müssen alle Blütenblätter dasselbe monochrome Farbschema mit Helligkeitsveränderungen haben. Der Hintergrund kann eine beliebige einheitliche Farbe aufweisen, die aber möglichst hell sein sollte.
Die Illusion verschwindet, wenn alle Blütenblätter dieselbe Farbe, aber ohne die fließenden Übergänge, besitzen.

## Beispiele
Die Figuren 1 bis 4 zeigen, unter welchen Bedingungen der Illusionseffekt zustande kommt.
- Figur 1: Monochrome Blütenblätter und weißer Hintergrund
- Figur 2: Monochrome Blütenblätter und hellgelber Hintergrund
- Figur 3: Schwarze Blütenblätter und weißer Hintergrund (Illusionseffekt verschwindet)
- Figur 4: Schwarze Blütenblätter und hellgelber Hintergrund (Illusionseffekt verschwindet)

## Forschungen
Das menschliche Gehirn löst bei hellem Licht eine Verengung der Pupillen aus. Dieser Pupillenreflex schützt die Netzhaut vor hellem Licht und bewahrt sie vor Schäden. Eine Studie wies einen Zusammenhang zwischen visueller Wahrnehmung und Pupillengröße im Laufe der Säugetierentwicklung nach.
Forscherinnen und Forscher der Universität Helsinki und des Max-Planck-Instituts in Tübingen unter maßgeblicher Mitarbeit von Nelson Totah entdeckten die Asahi-Illusion bei der Untersuchung der Gehirne und Pupillen von Ratten. Ziel dieser Experimente war es, mehr über die Entwicklung der Augen bei Säugetieren zu erfahren. Die Auswertungen ließen den Schluss zu, dass sich der Zusammenhang zwischen visueller Wahrnehmung und Pupillengröße früher entwickelt hat, als man bisher angenommen hatte, da die Asahi-Illusion nicht nur bei Menschen eine Reaktion hervorrief.
Die Ergebnisse lieferten demnach einen weiteren Beweis, wie ähnlich die Wahrnehmung von Mensch und Tier ist.